# General Electric F404
F404 är en motorfamilj som utvecklades av General Electrics flygmotordivision till det då nya flygplanet F/A-18 Hornet och är baserad på motorn YJ101 som tagits fram för Northrop YF-17; konkurrenten till F-16 Fighting Falcon.

## Vidareutveckling
Vidareutvecklingen var inriktad på att förbättra bränsleekonomin genom högre bypass-förhållande, öka tillförlitligheten och att minska risken för pumpning genom införande av ställbara ledskenor vid insuget som optimerar luftflödet med hänsyn till hastighet och vinkel.[källa behövs]
Motorn har tillverkats i flera varianter både för inhemskt bruk, export och genom mer eller mindre modifierade licenstillverkade motorer.

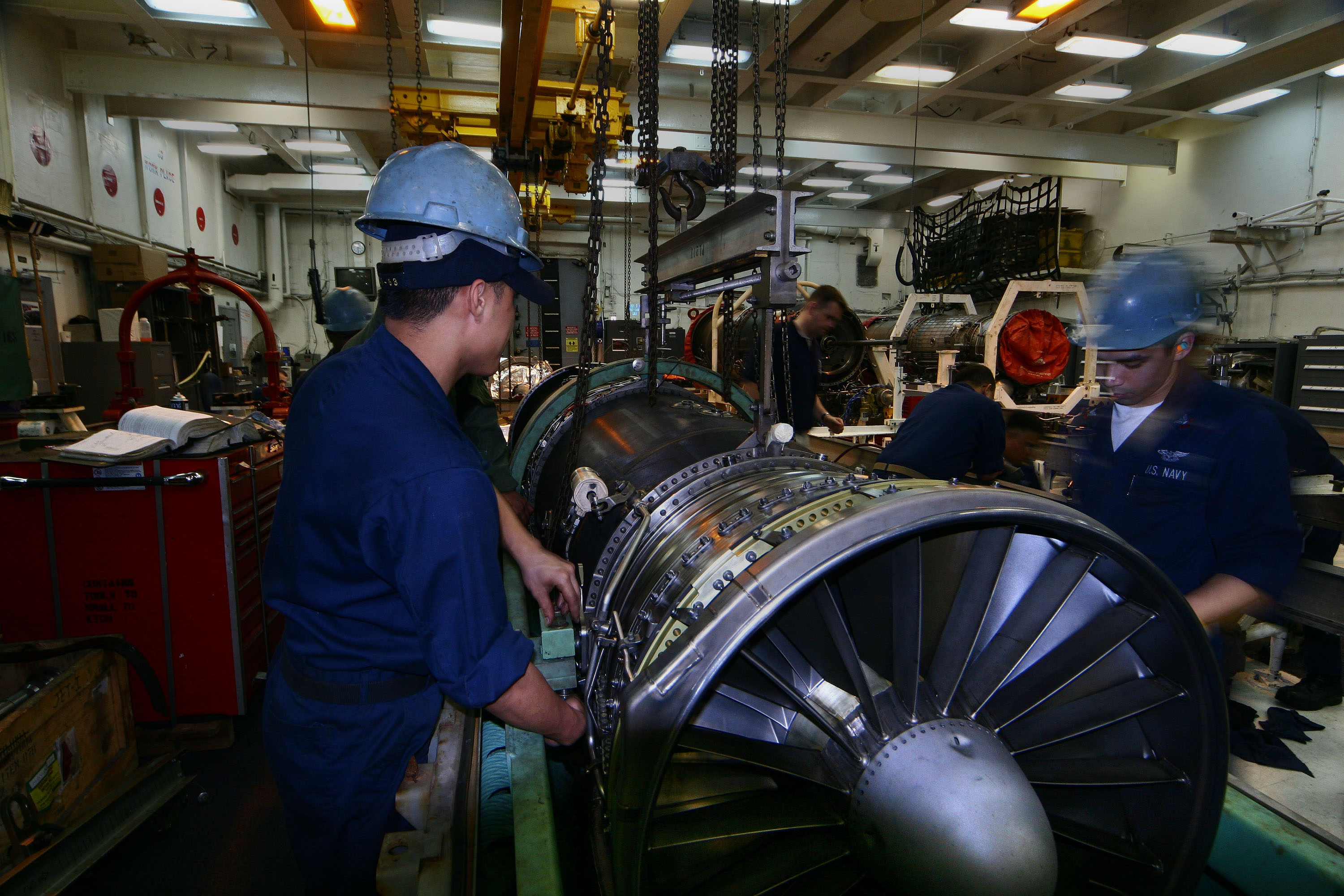
Besättningsmän ombord på USS Kitty Hawk (CV-63) sänker ner en F/A-18 Hornet-motor i sin container.

## Varianter
- RM12 För Saab 39 Gripen användes versionen F404-400 som bas för den vidareutveckling som ledde till Volvo RM12.[1]
- F412 Version utan efterbrännkammare till McDonnell Douglas A-12 Avenger II
- F414 Vidareutveckling med större fläktsteg för F/A-18E/F Super Hornet